# EWA
EWA: Learn English — это приложение для изучения языков, разработанное в Сингапуре. Программа предоставляет пользователям возможность изучать английский язык с помощью просмотра отрывков из фильмов и сериалов, чтения бестселлеров с функцией перевода незнакомых слов и добавления их в словарь. 
В EWA также можно найти игры на запоминание слов и систему рейтингов пользователей.
Приложение было основано в 2017 году без привлечения инвестиций. В настоящее время EWA занимает третье место среди самых устанавливаемых приложений для изучения языков по данным аналитической компании Sensor Tower.

Годовой доход приложения составляет 32,4 миллиона долларов.
По состоянию на 2024 год в Еве насчитывается 70 миллионов пользователей.
Бесплатная версия приложения предоставляет трехдневный пробный доступ, после чего пользователям предлагается приобрести премиум-подписку, которая открывает доступ ко всем курсам, книгам и играм.

В настоящее время в EWA можно изучать английский, испанский и французский языки. Приложение поддерживает 37 языков.

## Концепция
Для обучения EWA использует популярные сцены, сюжеты и образы массовой культуры. Пользователи приложения обучаются по известным книгам и отрывкам из фильмов и сериалов, что помогает лучше понимать речь и речевые ситуации благодаря знакомым сюжетным линиям и персонажам. Эти знания подкрепляются играми на запоминание слов.

Принцип EWA заключается в сочетании элементов обучения и развлечения.

## История создания
В 2015-2016 годах, изучая английский язык, основатель EWA заметил, что добивается лучших результатов, просматривая популярные сериалы в оригинале и читая любимые книги на английском.  Это натолкнуло его на идею создания приложения, которое бы помогало людям учиться через истории и книги, вызывающие эмоциональный отклик и интерес. Такой подход обеспечивал высокий уровень мотивации.
Основатель нашёл единомышленников, и в 2017 году EWA появилась в сторе.

## На сегодняшний день
На сегодняшний день EWA: Learn English насчитывает 70 миллионов пользователей и занимает верхние позиции в рейтингах образовательных приложений наряду с Duolingo и Babbel.

Компания не привлекала крупных инвестиций. Штат сотрудников составляет 66 человек.
EWA предлагает обучение английскому, испанскому, французскому, немецкому и итальянскому на разных уровнях сложности. Курсы охватывают разнообразные лексические и грамматические темы, включающие различные типы упражнений: выбор правильного ответа, составление предложений, прослушивание и повторение фраз, чаты с персонажами и рейтинг успеваемости пользователей.

В приложении доступно более тысячи книг и адаптаций по уровням, позволяющих выполнять упражнения по ходу чтения для улучшения понимания текста и проработки лексики.

## Социальные сети
Аккаунт EWA в Instagram (запрещённая сеть на территории РФ) имеет более 5 миллионов подписчиков по всему миру. Со временем он превратился в сообщество учителей, которые делятся уроками английского и лайфхаками в рилс и прямых эфирах.
В настоящее время с аккаунтом Ewa.English сотрудничают более 150 преподавателей из разных стран.
YouTube-канал EWA: Learn English публикует уроки и тесты, основанные на фильмах, песнях и интервью на английском языке, сохраняя тематику приложения и используя известных персонажей и звёзд для создания образовательного контента.